# Peter W. Yates
Peter Waldron Yates (* 23. August 1747 in Albany, Provinz New York; † 9. März 1826 in Caughnawaga,  New York) war ein US-amerikanischer Politiker. Im Jahr 1786 war er Delegierter für New York im Kontinentalkongress.

## Werdegang
Peter Yates war der Neffe von Abraham Yates (1724–1796), der ebenfalls Delegierter im Kontinentalkongress war. Nach einem Jurastudium und seiner 1767 erfolgten Zulassung als Rechtsanwalt begann er ab 1768 in Albany in diesem Beruf zu arbeiten. Zwischen 1772 und 1776 saß er im dortigen Stadtrat. Seine Haltung zu Beginn der Revolution war zwiespältig. Er unterhielt weiterhin Verbindungen zu der britischen Kolonialmacht. Schließlich schloss er sich doch der amerikanischen Sache an und wurde Mitglied der Miliz von Albany. Hauptberuflich praktizierte er weiterhin als Anwalt. In den Jahren 1784 und 1785 saß er in der New York State Assembly und 1786 vertrat er seinen Staat im Kontinentalkongress. Danach zog er sich aus der Politik zurück. Seine Geschäfte als Anwalt liefen gut und er wurde ein wohlhabender Mann. Im Jahr 1808 wurde er zum Staatsrichter für den westlichen Teil New Yorks ernannt. Seit 1810 lebte er in Caughnawaga, dem heutigen Fonda, im Montgomery County, wo er am 9. März 1826 verstarb. 